# 이대복
이대복(李大馥, 1954년 12월 6일~)은 대한민국의 세무공무원이다. 

## 경력
- 1987.03 ~ 1995.04 : 관세청 총괄징수과장/심리기획관실/국제협력과, 구미세관 수출과장
- 1996.07 ~ 1998.03 : 관세청 비서관
- 1998.03 ~ 2002.02 : 천안세관장, 관세청 조사총괄과장/조사감시과장/특수통관과장
- 2002.02 ~ 2004.03 : 관세청 교역협력과장, 서울본부세관 심사국장(부이사관)
- 2002.07 : 미국 국제무역전문로펌 고문
- 2004.03 : 관세청 감사관
- 2005.07 : 관세청 조사감시국장
- 2009.09 : 인천공항세관장
- 2010.06 : 관세청 차장
- 2011 ~ : 법무법인 김&장 고문
- 2012.02 : 배재대학교 초빙교수
- 2012.08 : 호서대학교 초빙교수
- 2023 : 동국대학교 국제정보보호대학원 Trade-based Money Laundering 전공 겸임교수

## 수상
- 2005년 : 홍조근정훈장

## 참고
| 전임 손병조 | 제17대 관세청 차장 2010년 6월 21일 ~ 2011년 6월 8일 | 후임 김철수 |